# Морозівщина (Великобудищанська сільська громада)
Моро́зівщина —  село в Україні, в Миргородському районі Полтавської області. Населення становить 133 особи. Входить до складу Великобудищанської сільської громади.
Після ліквідації Гадяцького району у липні 2020 року увійшло до Миргородського району.

## Географія
Село Морозівщина розташоване на відстані 0.5 км від сіл Воронівщина та Мартинівка.
По селу тече струмок, що пересихає із загатою.
Поруч пролягає автомобільний шлях Т 1705.

## Історія
- 1861 — дата заснування.
- Село постраждало внаслідок геноциду українського народу, проведеного окупаційним урядом СРСР 1923-1933 та 1946-1947 роках.
- До 2019 року орган місцевого самоврядування — Мартинівська сільська рада.